# SEPECAT Jaguar
Jaguar je reaktivno vojaško jurišno letalo, plod sodelovanja Francije in Združenega kraljestva.

## Zgodovina
Leta 1966 sta Francija in Velika Britanija ustanovili skupno podjetje SEPECAT (Société Européenne de Production de l'Avion d'Ecole de Combat et d'Appui Tactique), kar je bilo pravzaprav sodelovanje francoskega podjetja Bréguet in britanskega podjetja British Aircraft Corporation.
Glavni namen proizvodnje skupnega jurišnika je bila zamenjava britanskih jurišnikov Hawker Hunter ter jurišnikov F-100 Super Sabre, ki jih je imela v oborožitvi Francija. Zahteve po novih enosedežnih lahkih jurišnikih in dvosedežnih trenažnih jurišnikih je privedla do izdelave tega lahkega jurišnika s puščičatistimi nadstojnimi krili. To je bilo prvo letalo, ki je nastalo v sodelovanju dveh držav v zgodovini.
Prvih osem prototipov je poletelo 8. septembra 1968, testiranja pa so se nadaljevala vse do serijske proizvodnje, ki je stekla v letu 1973. Tega leta je Francija v svoje enote sprejela 200 letal, Velika Britanija pa 165. Kasneje so v oborožitev sprejeli še dodatne jurišnike novejših generacij tako v Franciji kot v Veliki Britaniji.
Jaguar je bil tudi zgled za izdelavo jugoslovansko - romunskega jurišnika SOKO J-22 Orao, ki je nastal kot delna kopija tega letala s šibkejšim motorjem.
Jaguar je do 1. julija 2005 predstavljal osnovno jurišno letalo Francije, takrat pa ga je zamenjal Dassault Rafale. V Veliki Britaniji naj bi te jurišnike do leta 2007 povsem nadomestili z novimi jurišniki Eurofighter Typhoon. Indija, ki je kupila licenco za izdelavo Jaguarjev pod imenom Shamsher te jurišnike izdeluje v podjetju Hindustan Aeronautics Limited. Tako namerava ta država z lastnimi izboljšavami temu jurišniku podaljšati življenjsko dobo do leta 2015.

## Uporabniki
- Armée de l'Air
- Indija
- Nigerija (13 Jaguar SN + 5 Jaguar BN)
- Oman (20 Jaguar OS + 4 Jaguar OB)
- Royal Air Force (Združeno kraljestvo)
- Ekvador

## Izvedbe (po datumu nastanka)
- Jaguar E dvosedežno šolsko vojaško letalo (8. september 1968).
- Jaguar A enosedežni jurišnik (23. marec 1969).
- Jaguar S enosedežni jurišnik (12. oktober 1969).
- Jaguar B dvosedežno šolsko vojaško letalo (30. avgust 1971).
- Jaguar GR.1B
- Jaguar GR.3
- Jaguar GR.3A
- Jaguar T.4
- Jaguar 96 nadgradnja iz leta 1996
- Jaguar 97 nadgradnja iz leta 1997